# Nethinius peyrierasi
Nethinius peyrierasi là một loài bọ cánh cứng trong họ Cerambycidae.